# فنان ألعاب
 فنان اللعبة (بالإنجليزية:Game artist)  هو الفنان الذي يصنع الفن لواحد أو أكثر من أنواع الألعاب. فنانو الألعاب هم مسؤولون عن جميع جوانب تطوير اللعبة الذي يدعى الفنون التشكيلية . و يشتهر هؤلاء الفنانين في ألعاب تقمص الأدوار، ألعاب الورق التي يتم تجميعها وألعاب الفيديو.